# 青野寿郎

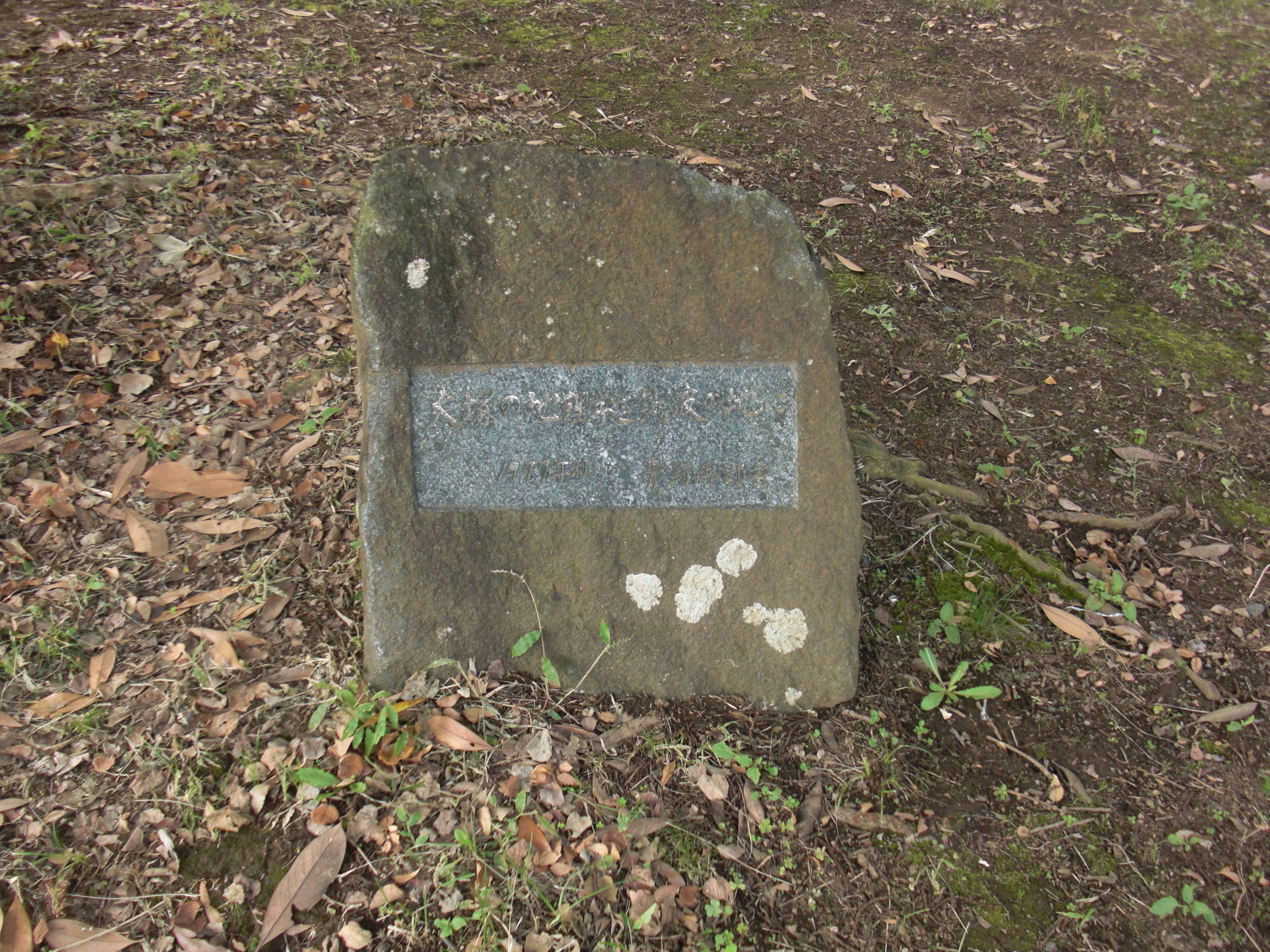
「大塚の地理学を筑波の地に」碑（茨城県つくば市、筑波大学筑波キャンパス）
碑面の字を青野寿郎が書いている。

青野寿郎（靑野壽郎、あおの ひさお、1901年11月25日 - 1991年7月16日）は、人文地理学者。東京教育大学名誉教授。
愛媛県越智郡桜井村（現・今治市）出身。1932年、東京文理科大学卒（第1回卒業生）。1947年東京文理大助教授、1949年「本邦鰹釣遠洋漁村の地理学的研究」で東京大学理学博士、東京教育大学教授。1965年定年退官・名誉教授、立正大学教授、1976年退職。日本の漁村・漁業地理学を研究、日本地誌研究所を創設し『日本地誌』全21巻を日本全国から460名を動員して編集。日本地理学会会長（在任：1962年 - 1963年）、名誉会員。
日本における水産地理学の開拓者であり、青野自身、「地誌学的研究の論文が多いのはオリジナルな研究の結果によるものが多いため当然のことではあるが，これらの研究成果から漁村水産地理学の科学的体系を樹立したいという意欲が強められたことも，ここで述べておきたい．」と著書の冒頭で述べている。

## 経歴

### 戦前の活動
海辺の村に生まれ育ち、桜井村立桜井小学校（現・今治市立桜井小学校）、愛媛県立今治中学校（現・愛媛県立今治西高等学校）を卒業後、1921年に20歳で東京高等師範学校文科一部別組（地理・歴史専攻）に入学、3年次より田中啓爾の薫陶を受け、1925年に同校を卒業する。卒業後は1年間志願兵として歩兵第57連隊に入営、除隊後は3年間東京府立第五中学校（現・東京都立小石川中等教育学校）で教鞭を執る。1929年、創立されたばかりの東京文理科大学地学科地理学専攻へ入学、再び田中啓爾から指導を受ける。その傍ら東京外国語学校専修科仏語部でも2年間学んでいる。
1931年、「九十九里浜海岸平野に於ける集落の移動」を『地理学評論』で発表、以後九十九里浜から外房、内房へと研究フィールドを移動し、千葉県全体の地域区分を行った。1932年に卒業論文「九十九里浜に於ける漁村及水産業の地理学的研究」を提出、そのまま東京文理科大学副手に就任、東京地学協会発行の『地学雑誌』編集事務も務めた。翌1933年に同学助手となる。研究面では伊豆半島や紀伊半島、三陸海岸南部の漁業・漁村調査を行った。また1939年には『地学雑誌』編集経験を活かして師の田中啓爾との共著で『地理論文の書き方』を執筆した。
1938年、満州事変が勃発すると地理学にもその影響が及び始め、青野も朝鮮半島・中国大陸・南氷洋・南洋群島・北アメリカ太平洋岸の水産業を研究、オーストラリアの水産業と米作を研究すべしと説いた。その一方で日本の漁村研究も継続し、特にカツオ釣り漁村に焦点を当てた。1940年には東京文理科大学と旧制浦和高等学校の講師に就任、1941年には前2校に加え立正大学でも講師を務めた。1943年には拓殖大学教授となる。

### 戦後の活動
1947年、東京文理科大学助教授に昇任し、カツオ釣り漁村研究を再開、その成果をまとめた「本邦鰹釣遠洋漁村の地理学的研究」を1948年に東京大学へ提出、辻村太郎が主査を務めて審査が行われ、翌1949年に理学博士の学位を取得する。同年、東京文理科大学教授に昇任、東京教育大学教授を兼任する。1952年から東京教育大学教授・東京文理科大学教授兼任となり、1965年に定年退官するまでに48人（東京文理科大学教授として34人、東京教育大学教授として14人）の理学博士を育てた。この数は空前絶後とされ、多くの教え子が日本地理学の発展に貢献した。また1956年から2年間東京教育大学理学部長、1962年から2年間日本地理学会会長を務めたほか、日本学術会議においては1954年から12年間会員として活動し、地理教育偏重で科学としての地位が危うかった地理学の振興と行政支援の獲得に尽力した。1963年頃から大規模な日本地誌書の編纂を志し、二宮書店の助力を得て日本地誌研究所を創設、尾留川正平ら多くの編集員・執筆者とともに事業を進めていった。
1965年に東京教育大学を定年退官するとかつて講師を務めていた立正大学へ移り教授に就任し、ここでも8人の文学博士を送り出したほか、1966年から6年間人文科学研究所長、1971年から5年間大学院研究科委員長を務め、立正大学の学位規則改革や定年制度の整備を行った。1967年には前述の日本地誌書の第1弾として『日本地誌 東京都』を刊行する。そして自ら制定に尽力した定年制に従い、1976年に立正大学を定年退官した。
立正大学退官後は『日本地誌』シリーズの編纂に精力的に取り組み、1980年に『日本地誌 日本総論』の刊行をもって無事完結した。その後、自身の著作整理を行い、『青野寿郎著作集』全8巻を発刊し、1991年にその生涯を終えた。

## 人物
田中啓爾の確立した大塚の地理学を継承し、地誌学研究に情熱を注いだ。青野が研究した水産地理学も地誌学的方法論に則っている。精力的なフィールドワークを続け、日本全国の漁村をくまなく踏査した。代表的な著作『漁村水産地理学研究』は地理学のみならず、経済学や社会学にも大きな影響を与え、水産学界から高い評価を得ている。頑固一徹で指導学生には論文の緻密さ、無駄のない表現を求める厳しさを持っていた。一方で包容力に優れ、多くの教え子が青野の下に集まった。『日本地誌』編纂に当たっては綿密な計画をもって推進し、組織能力を生かして完結させた。

## 著書
- 『外国地理ヨーロッパ』研究社学生文庫 1940
- 『漁村水産地理学研究』第1-2集 古今書院 1953
- 『青野寿郎著作集』全8巻 古今書院

1-3 (漁村水産地理学研究) 1984
4-5 (地誌学研究) 1985
6 (野外調査・論文作成) 1986
7 (地理教育・自然保護) 1986
8 (海外紀行・随想集) 1987

### 共編著
- 『地理論文の書き方』田中啓爾共著 柁谷書院 1939
- 『新しい日本 図解』山鹿誠次共著 國民図書刊行会 1949 教室文庫
- 『新地理学講座 第1巻 地理調査法』（編）朝倉書店 1953
- 『郷土社会事典』岡田謙,和歌森太郎共編 金子書房 1956
- 『新しい地理の指導技術』班目文雄共編 明治図書出版 1958
- 『人文地理学 大学教養』編 森北出版 1959
- 『人文地理』木内信蔵共編 青林書院 1960 大学教養演習講座
- 『高等地図帳』尾留川正平共著 二宮書店 1962
- 『現代地図帳』尾留川正平共著 二宮書店 1973
- 『日本地誌 第21巻 大分県・宮崎県・鹿児島県・沖縄県』尾留川正平と責任編集 二宮書店 1975
- 『日本地誌 第13巻 近畿地方総論・三重県・滋賀県・奈良県』尾留川正平と責任編集 二宮書店 1976